# Pore (cristallographie)
Pour les articles homonymes, voir Pore.
En cristallographie, un pore est une cavité dans un cristal. C'est un défaut volumique (à trois dimensions). Cette cavité peut être vide, ou bien contenir du gaz sous faible pression.
La porosité résulte d'une condensation des lacunes dans un cristal : sous l'effet de la température, les atomes deviennent mobiles et les lacunes peuvent se rassembler, formant ainsi une cavité. À l'instar des précipités, les lacunes ont tendance à se former aux défauts, et notamment aux interfaces (joints de grain, points triples).

Facettes suivant les plans denses du cristal

Si le matériau est porté à haute température, la diffusion de surface des atomes tend à réarranger la forme du pore afin de minimiser l'énergie d'interface. On a alors un facettage des pores, les facettes correspondant aux plans denses du cristal.

## Cas de l'oxydation à haute température

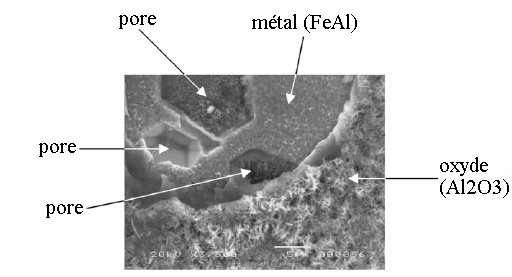
Pores formés à l'interface métal/oxyde, apparaissant après rupture de la couche d'oxyde ; micrographie électronique

Un cas typique est celui de l'oxydation à haute température (T > 500 °C) avec croissance vers l'extérieur : la migration des ions métalliques vers l'extérieur provoque la création de lacunes dans le cristal, on a donc :
- une concentration importante de lacunes proches de l'interface métal/oxyde ;
- une haute température, donc une grande mobilité des atomes ;
- une interface facilitant la précipitation.

Ces pores interfaciaux provoquent des concentrations de contrainte qui peuvent amorcer la décohésion de la couche d'oxyde et sa fissuration. En absence de fissuration, ces pores contiennent du dioxygène à une pression correspondant à l'activité chimique, exprimée sous la forme d'une pression partielle pO2.

## Cas de l'irradiation
On a également création de pores par irradiation : les produits de fission sont dans certains cas des gaz, il se forme donc des « poches de gaz » au sein du matériau. Ce phénomène est à l'origine du gonflement des crayons de combustible nucléaire dans les centrales.